# 의소
의소(義沼, 1746년 ~ 1796년)는 조선후기의 중이다. 일명 의첨(義沾), 호는 인악(仁岳), 자는 자의(子宜).
18세에 중이 되어 벽봉(碧峰)에게서 구족계(具足戒)를 받고, 서악(西岳) 등에게서 배웠다. 영조 44년 벽봉에게 돌아와 법을 이어받고, 설법, 상언(尙彦)에게 가서 <화엄경(華嚴經)> <선문염송(禪門拈頌)>을 배운 다음, 비슬산(琵瑟山) 등을 유력하면서 불경을 강의하였다. 정조 14년 수원 용주사(龍珠寺) 창건시 증사(證師)로서 <불복장원문경찬조(佛腹藏願文慶讚疏)> 등을 지었다. 저서로 <인악집(仁岳集)>과 수편의 경론(經論) 사기(私記)가 있다.

## 관련 문화재
- 대구 동화사 인악당대사 의첨 진영 (대구광역시 유형문화재 제61호)